# Stephanolaimus flevensis
Stephanolaimus flevensis is een rondwormensoort uit de familie van de Leptolaimidae. De wetenschappelijke naam van de soort is voor het eerst geldig gepubliceerd in 1935 door Schuurmans Stekhoven.